# Denkova-Staviski Cup de 2015
Denkova-Staviski Cup de 2015 foi a quarta edição do Denkova-Staviski Cup, um evento anual de patinação artística no gelo e que fez parte do Challenger Series de 2015–16. A competição foi disputada entre os dias 20 de outubro e 25 de outubro, na cidade de Sófia, Bulgária.
Também foram disputados eventos de níveis júnior e noviço, porém não são parte do Challenger Series.

## Eventos
- Individual masculino
- Individual feminino
- Dança no gelo

## Medalhistas
| Evento                        | Ouro                                              | Prata                                               | Bronze                                             |
| Sênior                        |                                                   |                                                     |                                                    |
| Individual masculino detalhes | Misha Ge · Uzbequistão                            | Julian Zhi Jie Yee · Malásia                        | Matteo Rizzo · Itália                              |
| Individual feminino detalhes  | Isabelle Olsson · Suécia                          | Angelīna Kučvaļska · Letônia                        | Anne Line Gjersem · Noruega                        |
| Dança no gelo detalhes        | Alisa Agafonova · Alper Ucar · Turquia            | Viktoria Kavaliova · Yurii Bieliaiev · Bielorrússia | Ludmila Sosnitskaia · Pavel Golovishnokov · Rússia |
| Júnior                        |                                                   |                                                     |                                                    |
| Individual masculino detalhes | Leonid Sviridenko · Rússia                        | Marko Bozzuto · Itália                              | Oktar Basar · Turquia                              |
| Individual feminino detalhes  | Alisa Lozko · Rússia                              | Lea Dastich · Alemanha                              | Pauline Wanner · França                            |
| Dança no gelo detalhes        | Anastasiia Shpilevaya · Grigorii Smirnov · Rússia | Kimberly Wei · Ilias Fourati · Hungria              | Yana Bozhilova · Kaloyan Georgiev · Bulgária       |
| Noviço avançado               |                                                   |                                                     |                                                    |
| Individual masculino detalhes | Evgeni Semenenko · Rússia                         | Vasil Dimitrov · Bulgária                           | Lotfi Sereir · França                              |
| Individual feminino detalhes  | Elizaveta Nugumanova · Rússia                     | Alexandra Feigin · Bulgária                         | Oceane Piegad · França                             |
| Noviço básico A               |                                                   |                                                     |                                                    |
| Individual masculino          | Ozkan Alp Eren · Turquia                          | Viktor Marinov · Bulgária                           | Mihai Prisacaru · Romênia                          |
| Individual feminino           | Ivelina Baycheva · Bulgária                       | Elifsu Erol · Turquia                               | Ana-Sofia Beschea · Romênia                        |
| Noviço básico B               |                                                   |                                                     |                                                    |
| Individual feminino           | Cristiana Silca · Romênia                         | Nayri Dovina · Itália                               | Akkurt Dilara · Turquia                            |

## Resultados

### Sênior

#### Individual masculino
| Pos.              | Nome               | Nacionalidade | Pontos | PC        | PL         |
| ----------------- | ------------------ | ------------- | ------ | --------- | ---------- |
| Medalha de ouro   | Misha Ge           | Uzbequistão   | 210.14 | 65.65 (2) | 144.49 (1) |
| Medalha de prata  | Julian Zhi Jie Yee | Malásia       | 197.42 | 67.24 (1) | 130.18 (3) |
| Medalha de bronze | Matteo Rizzo       | Itália        | 194.41 | 59.44 (4) | 134.97 (2) |
| 4                 | Franz Streubel     | Alemanha      | 193.94 | 65.48 (3) | 128.46 (4) |
| 5                 | Dario Betti        | Itália        | 166.48 | 56.52 (6) | 109.96 (5) |
| 6                 | Abzal Rakimgaliev  | Cazaquistão   | 159.75 | 58.98 (5) | 100.77 (6) |
| 7                 | Krzysztof Gala     | Polônia       | 146.97 | 47.50 (7) | 99.47 (7)  |
| 8                 | Slavik Hayrapetyan | Armênia       | 145.34 | 47.05 (8) | 98.29 (8)  |
| 9                 | Iassen Petkov      | Bulgária      | 116.66 | 35.76 (9) | 80.90 (9)  |
| WD                | Romain Ponsart     | França        | —      | — (WD)    |            |

#### Individual feminino
| Pos.              | Nome                    | Nacionalidade | Pontos | PC         | PL         |
| ----------------- | ----------------------- | ------------- | ------ | ---------- | ---------- |
| Medalha de ouro   | Isabelle Olsson         | Suécia        | 164.27 | 55.79 (2)  | 108.48 (1) |
| Medalha de prata  | Angelina Kuchvalska     | Letônia       | 163.26 | 55.22 (3)  | 108.04 (2) |
| Medalha de bronze | Anne Line Gjersem       | Noruega       | 156.71 | 56.12 (1)  | 100.59 (3) |
| 4                 | Roberta Rodeghiero      | Itália        | 149.81 | 49.50 (6)  | 100.31 (4) |
| 5                 | Kerstin Frank           | Áustria       | 149.57 | 52.14 (4)  | 97.43 (5)  |
| 6                 | Brooklee Han            | Austrália     | 145.16 | 50.95 (5)  | 94.21 (6)  |
| 7                 | Son Suh-hyun            | Coreia do Sul | 133.81 | 44.03 (9)  | 89.78 (7)  |
| 8                 | Johanna Allik           | Estônia       | 130.96 | 44.69 (8)  | 86.27 (8)  |
| 9                 | Kim Kyu-eun             | Coreia do Sul | 130.85 | 48.67 (7)  | 82.18 (9)  |
| 10                | Birce Atabey            | Turquia       | 114.73 | 38.22 (10) | 76.51 (10) |
| 11                | Beata Papp              | Finlândia     | 113.93 | 37.67 (11) | 76.26 (11) |
| 12                | Sinem Kuyucu            | Turquia       | 101.95 | 33.84 (13) | 68.11 (12) |
| 13                | Hristina Vassileva      | Bulgária      | 92.44  | 35.20 (12) | 57.24 (13) |
| 14                | Daniela Stoeva          | Bulgária      | 76.27  | 26.90 (14) | 49.37 (14) |
| WD                | Guia Maria Tagliapietra | Itália        | —      | — (WD)     |            |

#### Dança no gelo
| Pos.              | Nome                                      | Nacionalidade | Pontos | DC        | DL        |
| ----------------- | ----------------------------------------- | ------------- | ------ | --------- | --------- |
| Medalha de ouro   | Alisa Agafonova / Alper Ucar              | Turquia       | 151.74 | 58.76 (1) | 92.98 (1) |
| Medalha de prata  | Viktoria Kavaliova / Yurii Bieliaiev      | Bielorrússia  | 148.08 | 57.62 (2) | 90.46 (2) |
| Medalha de bronze | Ludmila Sosnitskaia / Pavel Golovishnokov | Rússia        | 136.38 | 52.66 (4) | 83.72 (3) |
| 4                 | Misato Komatsubara / Andrea Fabbri        | Itália        | 130.88 | 48.14 (5) | 82.74 (4) |
| 5                 | Barbora Silna / Juri Kurakin              | Áustria       | 129.26 | 56.32 (3) | 72.94 (6) |
| 6                 | Olga Jakushina / Andrey Nevskiy           | Letônia       | 119.40 | 44.94 (6) | 74.46 (5) |
| 7                 | Mathilde Dias / Jean-Denis Sanchis        | França        | 91.26  | 36.70 (7) | 54.56 (7) |

### Júnior

#### Individual masculino júnior
| Pos.              | Nome                   | Nacionalidade | Pontos | PC         | PL         |
| ----------------- | ---------------------- | ------------- | ------ | ---------- | ---------- |
| Medalha de ouro   | Leonid Sviridenko      | Rússia        | 141.12 | 48.38 (1)  | 92.74 (1)  |
| Medalha de prata  | Marko Bozzuto          | Itália        | 130.41 | 44.92 (3)  | 85.49 (2)  |
| Medalha de bronze | Oktar Basar            | Turquia       | 124.66 | 41.38 (6)  | 83.28 (3)  |
| 4                 | Remi Belmonte          | França        | 123.04 | 47.77 (2)  | 75.27 (7)  |
| 5                 | Cakir Mehmet           | Turquia       | 122.05 | 40.65 (7)  | 81.40 (4)  |
| 6                 | Manxence Collet        | França        | 121.83 | 43.13 (4)  | 78.70 (6)  |
| 7                 | Gabriele Frangipani    | Itália        | 120.25 | 38.88 (8)  | 81.37 (5)  |
| 8                 | Kasper Riihimaki       | Finlândia     | 115.02 | 42.79 (5)  | 72.23 (8)  |
| 9                 | Guido Adalberto Offsas | Itália        | 71.92  | 21.08 (10) | 50.84 (9)  |
| 10                | Nikola Zlatanov        | Bulgária      | 66.69  | 22.24 (9)  | 44.45 (10) |

#### Individual feminino júnior
| Pos.              | Nome                     | Nacionalidade | Pontos | PC         | PL         |
| ----------------- | ------------------------ | ------------- | ------ | ---------- | ---------- |
| Medalha de ouro   | Alisa Lozko              | Rússia        | 172.95 | 62.84 (1)  | 110.11 (1) |
| Medalha de prata  | Lea Dastich              | Alemanha      | 125.10 | 49.75 (2)  | 75.35 (4)  |
| Medalha de bronze | Pauline Wanner           | França        | 121.17 | 44.37 (3)  | 76.80 (3)  |
| 4                 | Rebecca Ghilardi         | Itália        | 117.78 | 38.11 (10) | 79.67 (2)  |
| 5                 | Alizee Crozet            | França        | 117.72 | 44.28 (4)  | 73.44 (6)  |
| 6                 | Lee Seo-young            | Coreia do Sul | 114.15 | 40.31 (7)  | 73.84 (5)  |
| 7                 | Kwon Yena                | Coreia do Sul | 114.09 | 41.44 (5)  | 72.65 (7)  |
| 8                 | Matilde Battagin         | Itália        | 107.04 | 40.44 (6)  | 66.60 (12) |
| 9                 | Lee Min-young            | Coreia do Sul | 106.91 | 39.19 (9)  | 67.72 (9)  |
| 10                | Marina Popov             | França        | 106.61 | 36.30 (11) | 70.31 (8)  |
| 11                | Teodora Markova          | Bulgária      | 106.21 | 39.35 (8)  | 66.86 (11) |
| 12                | Linnea Pikkarainen       | Finlândia     | 102.26 | 35.03 (14) | 67.23 (10) |
| 13                | Julie Froetscher         | França        | 101.14 | 36.00 (12) | 65.14 (13) |
| 14                | Bayar Ilayda             | Turquia       | 98.66  | 35.25 (13) | 63.41 (14) |
| 15                | Elin Sievert             | Suécia        | 96.11  | 32.94 (17) | 63.17 (15) |
| 16                | Damiana Alessandra Celi  | Itália        | 95.03  | 34.08 (15) | 60.95 (16) |
| 17                | Valeria Parma            | Itália        | 91.11  | 33.59 (16) | 57.52 (20) |
| 18                | Atabey Ese               | Turquia       | 90.36  | 31.74 (18) | 58.62 (19) |
| 19                | Paulina Popova           | Bulgária      | 89.96  | 30.75 (20) | 59.21 (17) |
| 20                | Simona Gospodinova       | Bulgária      | 89.07  | 30.39 (21) | 58.68 (18) |
| 21                | Chiara Paganin           | Itália        | 88.26  | 30.81 (19) | 57.45 (21) |
| 22                | Anna Plank               | Áustria       | 76.29  | 26.55 (23) | 49.74 (22) |
| 23                | Monika Yordanova         | Bulgária      | 74.98  | 29.12 (22) | 45.86 (24) |
| 24                | Simona Arnaudova         | Bulgária      | 74.82  | 26.01 (24) | 48.81 (23) |
| 25                | Julia Plank              | Áustria       | 68.26  | 25.05 (25) | 43.21 (25) |
| WD                | Stanislava Konstantinova | Rússia        | —      | — (WD)     |            |

#### Dança no gelo júnior
| Pos.              | Nome                                     | Nacionalidade | Pontos | DC        | DL        |
| ----------------- | ---------------------------------------- | ------------- | ------ | --------- | --------- |
| Medalha de ouro   | Anastasiia Shpilevaya / Grigorii Smirnov | Rússia        | 148.11 | 57.78 (1) | 90.33 (1) |
| Medalha de prata  | Kimberly Wei / Ilias Fourati             | Hungria       | 102.73 | 42.13 (2) | 60.60 (2) |
| Medalha de bronze | Yana Bozhilova / Kaloyan Georgiev        | Bulgária      | 89.70  | 35.70 (3) | 54.00 (3) |
| 4                 | Justine Scache / Arnaud Caffa            | França        | 86.93  | 35.43 (4) | 51.50 (4) |
| 5                 | Lusi Burton / Eron Westwood              | Reino Unido   | 78.83  | 33.76 (5) | 45.07 (5) |
| 6                 | Louise Smith / Anthony Currie            | Reino Unido   | 76.60  | 32.29 (6) | 44.31 (6) |
| WD                | Elisa Saez / Yann Thayalan               | França        | —      | — (WD)    |           |

### Noviço avançado

#### Individual masculino noviço avançado
| Pos.              | Nome                | Nacionalidade | Pontos | PC        | PL        |
| ----------------- | ------------------- | ------------- | ------ | --------- | --------- |
| Medalha de ouro   | Evgeni Semenenko    | Rússia        | 140.99 | 45.20 (1) | 95.79 (1) |
| Medalha de prata  | Vasil Dimitrov      | Bulgária      | 109.86 | 38.65 (2) | 71.21 (2) |
| Medalha de bronze | Lotfi Sereir        | França        | 103.26 | 35.92 (3) | 67.34 (3) |
| 4                 | Filippo Clerici     | Itália        | 82.43  | 28.33 (4) | 54.10 (4) |
| 5                 | Emanuele Indelicato | Itália        | 74.43  | 24.04 (6) | 50.39 (5) |
| 6                 | Filippo Donghi      | Itália        | 72.26  | 25.53 (5) | 46.73 (6) |

#### Individual feminino noviço avançado
| Pos.              | Nome                  | Nacionalidade | Pontos | PC         | PL         |
| ----------------- | --------------------- | ------------- | ------ | ---------- | ---------- |
| Medalha de ouro   | Elizaveta Nugumanova  | Rússia        | 130.79 | 49.94 (1)  | 80.85 (1)  |
| Medalha de prata  | Alexandra Feigin      | Bulgária      | 120.16 | 43.03 (2)  | 77.13 (2)  |
| Medalha de bronze | Oceane Piegad         | França        | 94.19  | 33.11 (3)  | 61.08 (3)  |
| 4                 | Valentina Indelicato  | Itália        | 89.62  | 31.79 (5)  | 57.83 (4)  |
| 5                 | Camilla Binaschi      | Itália        | 87.83  | 32.67 (4)  | 55.16 (5)  |
| 6                 | Eliza Pancheva        | Bulgária      | 84.57  | 30.18 (8)  | 54.39 (7)  |
| 7                 | Emma Kivioja          | Suécia        | 83.77  | 29.18 (9)  | 54.59 (6)  |
| 8                 | Bayir Guzide          | Turquia       | 83.11  | 30.18 (7)  | 52.93 (8)  |
| 9                 | Elise Montaner        | França        | 80.35  | 30.62 (6)  | 49.73 (10) |
| 10                | Genevieve Sommerville | Reino Unido   | 79.46  | 28.26 (10) | 51.20 (9)  |
| 11                | Alessia Malerba       | Itália        | 72.83  | 27.86 (11) | 44.97 (12) |
| 12                | Dana Steinmetz        | França        | 71.36  | 24.89 (14) | 46.47 (11) |
| 13                | Greta Milanese        | Itália        | 71.17  | 27.14 (12) | 44.03 (15) |
| 14                | Valentina Chauviere   | França        | 70.70  | 26.53 (13) | 44.17 (14) |
| 15                | Simona Rohmberg       | Áustria       | 64.52  | 23.43 (15) | 41.09 (16) |
| 16                | Svetoslava Ryadkova   | Bulgária      | 62.28  | 17.48 (19) | 44.80 (13) |
| 17                | Azra Terlemez         | Turquia       | 60.74  | 21.68 (16) | 39.06 (18) |
| 18                | Ana-Maria Ion         | Romênia       | 60.45  | 20.41 (17) | 40.04 (17) |
| 19                | Secer Saniye Ece      | Turquia       | 55.56  | 20.26 (18) | 35.30 (19) |

## Quadro de medalhas
Sênior
| Ordem | País         | Medalha de ouro | Medalha de prata | Medalha de bronze |   | Ordem por total |
| ----- | ------------ | --------------- | ---------------- | ----------------- | - | --------------- |
| 1     | Suécia       | 1               |                  |                   | 1 | 1               |
| 1     | Turquia      | 1               |                  |                   | 1 | 1               |
| 1     | Uzbequistão  | 1               |                  |                   | 1 | 1               |
| 4     | Bielorrússia |                 | 1                |                   | 1 | 1               |
| 4     | Letônia      |                 | 1                |                   | 1 | 1               |
| 4     | Malásia      |                 | 1                |                   | 1 | 1               |
| 7     | Itália       |                 |                  | 1                 | 1 | 1               |
| 7     | Noruega      |                 |                  | 1                 | 1 | 1               |
| 7     | Rússia       |                 |                  | 1                 | 1 | 1               |
| TOTAL | TOTAL        | 3               | 3                | 3                 | 9 | —               |

Geral
| Ordem | País         | Medalha de ouro | Medalha de prata | Medalha de bronze |    | Ordem por total |
| ----- | ------------ | --------------- | ---------------- | ----------------- | -- | --------------- |
| 1     | Rússia       | 5               |                  | 1                 | 6  | 1               |
| 2     | Turquia      | 2               | 1                | 2                 | 5  | 2               |
| 3     | Bulgária     | 1               | 3                | 1                 | 5  | 2               |
| 4     | Romênia      | 1               |                  | 2                 | 3  | 4               |
| 5     | Suécia       | 1               |                  |                   | 1  | 7               |
| 5     | Uzbequistão  | 1               |                  |                   | 1  | 7               |
| 7     | Itália       |                 | 2                | 1                 | 3  | 4               |
| 8     | Alemanha     |                 | 1                |                   | 1  | 7               |
| 8     | Bielorrússia |                 | 1                |                   | 1  | 7               |
| 8     | Hungria      |                 | 1                |                   | 1  | 7               |
| 8     | Letônia      |                 | 1                |                   | 1  | 7               |
| 8     | Malásia      |                 | 1                |                   | 1  | 7               |
| 13    | França       |                 |                  | 3                 | 3  | 4               |
| 14    | Noruega      |                 |                  | 1                 | 1  | 7               |
| TOTAL | TOTAL        | 11              | 11               | 11                | 33 | —               |